# Zlatý věk Venuše
Zlatý věk Venuše (anglicky Venus Prime nebo též Arthur C. Clarke's Venus Prime) je knižní sci-fi série obsahující šest románů amerického spisovatele Paula Preusse. Jsou to tyto:
- Napětí zlomu, anglicky Breaking Strain (1987, česky 1996) - inspirován povídkou „Mez pevnosti“ A. C. Clarka.
- Malström, anglicky Maelstrom (1988, česky 1996) - inspirován povídkou „Maelström II“ A. C. Clarka.
- Smrt na Fobosu, anglicky Hide and Seek (1989, česky 1997) - inspirován povídkou „Střílejte veverky“ A. C. Clarka.
- Střetnutí s medúzou, anglicky The Medusa Encounter (1990, česky 1997) - inspirován novelou Setkání s medúzou A. C. Clarka.
- Diamantový měsíc, anglicky Diamond Moon (1990, česky 1998) - inspirován povídkou „Jupiter V“ A. C. Clarka.
- Hvězdy z hlubin, anglicky The Shining Ones (1991, česky 1998)

Jednotlivé knihy spojuje ústřední postava série, krásná a záhadná Sparta s neobvyklými schopnostmi, dílo pokročilého bioinženýrství. Sparta si nedokáže vybavit vzpomínky z posledních tří let a pokouší se poodhalit minulost, aby mohla zachránit svou budoucnost.
Série je inspirována tvorbou britského autora Arthura C. Clarka.
Česky sérii vydalo nakladatelství Baronet.

## Knihy v sérii

### Napětí zlomu
Linda byla velmi nadané a talentované dítě. Její rodiče založili projekt SPARTA, zkratka znamená Stanovení a rozvíjení zdrojů specifických nadání. Tento projekt se pokouší rozvíjet přirozenou lidskou inteligenci, což lépe funguje u dětí než u dospělých. Lindiným rodičům se podaří získat grant na provoz vzdělávacího zařízení a shromáždí zde několik dalších nadaných dětí, které se mají v budoucnu zařadit mezi elitu. Linda však zmizí a její rodiče se stanou obětí podezřelé nehody. Projekt SPARTA je rozpuštěn. Linda je dlouhá léta považována za mrtvou.
Sparta - její krásu zahaluje minulost a její schopnosti dalece převyšují možnosti ostatních lidí. Stěžejní vzpomínky jsou však uzamčeny v temných zákoutích jejího mozku. Kým doopravdy je? Proč je teď na Zemi a co dělala na Venus Station? Sparta si uvědomí, že musí zjistit tyto klíčové otázky, aby se dozvěděla, co se s ní událo a proč.

### Malström
Tým vědců je uvězněn v pekle Venuše a Sparta musí riskovat svůj život k jejich záchraně. Její akce vedou k odhalení záhadného artefaktu: nesporného důkazu života na jiné planetě, což Spartě umožňuje poodhalit roušku tajemství kolem svého vlastního původu.

### Smrt na Fobosu
Po dlouhé době byl konečně nalezen důkaz extraterestriálního života: plaketa objevená na severním pólu planety Mars. Poté, co je tento mimozemský artefakt ukraden a v Labyrinth City se udějí dvě vraždy, Sparta je nucena riskovat svůj život a identitu během řešení případu. Jak se záhada postupně vyjasňuje, z vyšetřování se stává závod o získání plakety - úkol, jenž s určitostí odkryje mnohem větší důkaz, než jaký kdy učinili vědci ze Země. 

### Střetnutí s medúzou
Sparta se zotavuje ze své mise popsané v knize Smrt na Fobosu, avšak odpočinek nemá dlouhého trvání. Vydává se na interplanetární pátrání. Členové Svobodného ducha - náboženského kultu mají tendenci získat pod svou kontrolu všechny světy galaxie a infiltrovali do organizace Space Board. Spartino podezření roste s blížícím se datem pozemské mise do atmosféry Jupiteru. Je přesvědčena, že mise se dostala do rukou kultu a jen ona je schopna je zastavit.

### Diamantový měsíc
Mnoho rozruchu vyvstane v galaxii nad průzkumnou misí na Jupiterův měsíc Amalthea. Misi vede věhlasný profesor J.Q.R. Forster. Úkolem Sparty je dohlížet na průzkumnou expedici. Její úkol nabyde nebezpečnějších rozměrů, když na Amalthei "náhodně" havaruje Sir Randolph Mays, Forsterův rival. Mays si plánuje nárokování Forsterových objevů a pouze Sparta je schopna zabránit sabotáži.

### Hvězdy z hlubin
Mise profesora Forstera na Amaltheu neskončila bez následků. Díky explozi ledových gejzírů je odhalena dávná mimozemská loď. Když se náhle extraterestriální loď vydá vstříc černé díře, musí Sparta zjistit důvod. Záhadný vetřelec ví, že následující události určí budoucnost Země. Jak mimozemské plavidlo nabírá svůj pradávný kurs, úkladný Sir Mays a Sparta směřují k vzájemnému závěrečnému souboji.